# Constantin Mateescu (scriitor)
Constantin Mateescu (n. 31 ianuarie 1929, Râmnicu Vâlcea -  d. 16 august 2021, București) a fost un scriitor român, membru al Uniunii Scriitorilor din România.

## Biografie
S-a născut la Râmnicu Vâlcea, în 1929. A urmat școala “Take Ionescu” și Liceul “Alexandru Lahovary” din orașul natal, iar în 1947 a fost admis la Facultatea de Medicină din București.  
În 1949 renunță la studiile de medicină și se înscrie la Facultatea de Filosofie pe care o va absolvi în 1953. După finalizarea studiilor activează ca redactor la Institutul Român pentru Relațiile Culturale cu Străînătatea și ca profesor la școală generală din comuna Nucet, precum și la Liceul Economic “Dumitru Moțoc” din București.
După apariția câtorva reportaje în publicația ”Industria alimentară”, Constantin Mateescu debutează cu proză în paginile revistei “Flacăra”. În 1966 publica primul volum, o culegere de schițe și povestiri, intitulată “Rochia cu anemone”. A urmat apariția altor volume, formând o opera vastă, ce cuprinde aproape toate genurile literare. Constantin Mateescu a publicat peste 40 de volume de povestiri, romane, jurnale, memorialistică, eseu, teatru și critică și istorie literară.
Orașului natal, Râmnicu Vâlcea, îi sunt dedicate mai multe scrieri, atât scrieri de ficțiune, cât și lucrări de evocare documentară. Pentru aceste volume a fost distins cu titlul de “Cetățean de onoare” al municipiului.
Scriitorul a  colaborat la revistele românești ale vremii dar și la cele străine, precum: “Innostrannaia literatură” (Moscova) și “Indian Literature” (New Delhi). A fost distins cu două premii ale Asociației Scriitorilor din Craiova și a fost nominalizat la Premiul Academiei pentru romanul “Autoportret cu bască”.
Din opera scriitorului: Auroaica (1967), Zborul de probă (1968), Umbrele timpului (1969), Noaptea și ziua (1970), Toamna, păsările.. (1975), Fantezie pentru trompetă solo (1976), După-amiază unui faun (1978)
A fost confundat pe anumite pagini (inclusiv pe cea dedicată orașului natal) cu demnitarul comunist Constantin Mateescu.

## Opera
- Rochia cu anemone, nuvele (1966)
- Minciuna (1967)
- Auroaica, nuvele si povestiri (1967)
- Zborul de probă, roman (1968)
- Umbrele timpului, nuvele (1969)
- Noaptea si ziua, roman (1970)
- Fumul bunicului (1971)
- Memorial de lectură, critică literară (1972)
- O partidă de bile (1973)
- Walhalla, nuvele (1973)
- Clopote de argint (1974)
- Toamna, păsările..., roman (1975)
- Fantezie pentru trompeta solo, nuvele (1976)
- Povestiri de la rond (1977)
- După-amiaza unui faun, nuvele (1978)
- Memoria Râmnicului (1979)
- Câinele andaluz, nuvele (1980)
- Marele Slem, nuvele (1981)
- Drumurile lui Anton Pann, eseu biografic (1981)
- Autoportret cu bască, roman (1981)
- Anonim flămând, nuvele (1981)
- Bal la casa ofițerilor, roman (1983)
- Pe urmele lui Nicolae Filimon eseu biografic (1985)
- Coline în soare, roman (1989)
- Râmnicul de odinioară (1993)
- Povestiri de adormit Ancuța, povestiri (1994)
- Râmnicul, Râmnicul… -Jurnal indian (1994)
- Cartea Râmnicului (1999)
- Jurnal, vol. 1-5 (1997-2001) - vol.1 (1966-1967), vol.3 (1973-1978), vol. 4 (1979-1983), vol. 5 (1984-1989)
- Jurnal în libertate (1990-1993) (2002)
- Cuibul de barză, memorialistică (2003)
- Râmnicul uitat (2003)
- Fals exercitiu de memorie, memorialistică (2004)
- Jurnal de tranziție: 1994-1996 (2005)
- Plecarea generalului, nuvele (2006)
- Ninsoarea albastră (2006)
- Marea haituială, memorialistică (2007)
- M-am însurat cu o comunistă, nuvele (2008)
- Drumul spre Alaska, nuvele (2009)
- Ramona-Vals: povestiri din epoca de fier (2010)
- Tablouri dintr-o expoziție sau Nașterea unei ficțiuni (2011)
- Gambitul damei, nuvele (2010)
- Cu papagalii la șosea (2012)
- Cadre (2014)
- Scrieri, vol. 1-6 (2012-2014)